# ザ・タイガース 世界はボクらを待っている
『ザ・タイガース 世界はボクらを待っている』（ザ・タイガース せかいはボクらをまっている）は、1968年に製作・公開された日本映画である。
1960年代後半のGSブームで頂点に立った人気グループ、ザ・タイガース主演映画の第1作。監督は和田嘉訓が務めた。内容は、アンドロメダ星の王女シルビィとザ・タイガースの人気者ジュリーのメルヘンチックなSFコメディ。

## 解説
本作は東宝と渡辺プロダクション製作、東宝の配給で1968年4月10日に封切公開された。
監督は、『ドリフターズですよ!前進前進また前進』（1967年。タイガースもゲスト出演）、『コント55号 世紀の大弱点』（1968年）など、ザ・ドリフターズやコント55号の主演映画を手がけた和田嘉訓。
若大将シリーズの全作や、『ニッポン無責任時代』（1962年）をはじめとするクレージーキャッツ主演映画など、東宝の娯楽映画を多く手がけた田波靖男が脚本を担当、横溝正史シリーズなど市川崑監督とのコンビで知られ、後に映画『魔界転生』（1981年、沢田研二主演）を手がけた長谷川清が撮影を担当している。
和田監督によると、人気絶頂のタイガースの多忙なスケジュールのためにとにかく撮影時間が少なかったという。10曲以上の挿入歌を入れるため、多様なシチュエーションを考慮した結果（作中では、コンサートやテレビ番組収録など、挿入歌のために様々なシーンが設けられている）、ストーリーの本筋はやや無理があるものになってしまった。
また挿入歌の多さから、映画の半分近くがタイガースが歌っている場面に占められていることからも、浅いストーリー展開は致し方ない面もある。それでも、映画館に集まったファンは銀幕に映るメンバーに歓声を送ったらしい。作中でジュリーこと沢田研二が「第四の壁」を破り「映画館でご覧のみなさんも一緒にお願いします」と語りかける場面もある。
王女シルビイ役に、当時タイガースと同じ渡辺プロダクション所属の新人歌手・久美かおり が抜擢され、劇中で「星のプリンス」をタイガースとデュエットし、綺麗なハーモニーを披露している。
久美かおり は、本作以後全てのタイガース主演映画（全3作）のヒロイン役として出演することになった。
当時「星の王子様」を自称し、キザを売り物にしていた五代目三遊亭圓楽がナルシス殿下という役名で特別出演し、王女シルビィの従者として和田監督作品の常連・天本英世が登場、さらにはザ・タイガースの警備を担当する刑事役で小沢昭一も出演している。
本作で登場する円盤のミニチュアは、『怪獣大戦争』（1965年）のX星人の円盤が使用された。
『レコード・コレクターズ』1996年1月号の『ア・ハード・デイズ・ナイト』特集の中で同作が与えた影響作として『ザ・モンキーズ・ショー』やハーマンズ・ハーミッツの出演作と共に本作が取り上げられた。
なお『ザ・タイガース』3部作で東宝が製作するのは本作だけで、次作『ザ・タイガース 華やかなる招待』とその次作『ザ・タイガース ハーイ!ロンドン』は、「駅前シリーズ」の東京映画が渡辺プロと共に製作している。

## あらすじ
アンドロメダ星の王女シルビイは、婚約者であるナルシス殿下との結婚が悩みの種。従者のベスとヘラクレスを従え憂さ晴らしに宇宙船でドライブを楽しんでいた。興味を持った地球へ向かう途中でザ・タイガースの演奏に影響され、日本の砂浜に不時着してしまう。
シルビイは１人でザ・タイガースのコンサート会場を訪れるが、出待ちのファンに巻き込まれ階段から落ちて気絶してしまう。そんな彼女を助けたのがザ・タイガース。シルビイはジュリーに恋心を抱くようになる。シルビイを連れ戻そうとするベスたちやアンドロメダ星から派遣された秘密警察員からシルビイを守るザ・タイガースのメンバーたち。行く場所のないシルビイを匿うことにし、ジュリーのアイデアで男装のバンドボーイとした。シルビイはジュリーを始めとするメンバーたちと楽しい日々を過ごす。しかし、追っかけのファンに女性であることがバレてしまい、雑誌に記事が載ってしまう。シルビイを庇うジュリーに対してリーダーとして厳しい意見を言うサリー。
そのやりとりを聞いていたシルビイは、タイガースのメンバーたちに黙ってベスとヘラクレスがいる宇宙船へ戻る。しかし、ジュリーへの想いを断ち切ることが出来ないシルビイは、ベスの協力でジュリーを宇宙船に呼び出すとそのまま飛び立ってしまった。日本武道館での新曲発表会が始まった。宇宙船内のスクリーンに映される会場の様子を辛そうに見るジュリー。
シルビイは、ジュリーが地球にいる人々と話が出来るようにする。ザ・タイガースの演奏が宇宙船の飛行に影響することを知ったジュリーは、自分の状態を伝え、演奏を盛り上げて欲しいと訴える。会場のメンバーたちは宇宙船にいるジュリーと「シーサイド・バウンド」を必死に演奏すると、会場内外の人々が「ゴー・バウンド！」と大合唱する。コンサートの大音響は宇宙船にも届き、またも制御を失って地球に舞い戻ってしまう。武道館に戻ったジュリーに送られる数多くの声援に、シルビイは「ジュリーはみんなのものだ」と悟り、宇宙へと去っていく。そしてザ・タイガースはアンドロメダ星へ帰って行く彼女のために、新曲「銀河のロマンス」を捧げるように演奏するのだった。

## キャスト
- ザ・タイガース
  - 沢田研二：ジュリー[2]
  - 岸部おさみ：サリー[2]
  - 森本太郎：タロー[2]
  - 加橋かつみ：トッポ[2]
  - 瞳みのる：ピー[2]
- 久美かおり：シルビイ[2]
- 天本英世：ヘラクレス[2]
- 浦島千歌子：ベス[2]
- 五代目三遊亭圓楽：ナルシス[2]
- 松本めぐみ：雅子[4]
- 高橋厚子：京子[2]
- 美保くるり：早苗[2]
- 小橋玲子：みどり[2]
- なべおさみ：中江[2]
- 小松政夫：田村[4]
- 小沢昭一：早瀬[2]
- 保積ぺぺ：唯[4]
- 石橋エータロー：犬をつれた青年[4]
- 武智豊子：おばさん
- 田中淳一、広瀬正一、岩本弘司：秘密警察員[4]
- 加藤春哉：医者[4]
- 浦山珠実：看護婦[4]
- すぎやまこういち：リハーサルスタジオの関係者
- 橋本淳：リハーサルスタジオの関係者

## スタッフ
- 製作：渡辺晋[2]、五明忠人[2]
- 監督：和田嘉訓[2]
- 脚本：田波靖男[2]
- 音楽：森岡賢一郎[2]、すぎやまこういち[2]
- 撮影：長谷川清[2]
- 美術：育野重一[2]
- 編集：池田美千子[2]
- 録音：吉岡昇[2]
- 照明：山口虎男[2]
- スクリプター：岩井高志

## 映像ソフト
1998年2月1日、本作を収録したVHSビデオソフトが東宝から発売された。2007年10月26日と2014年2月7日には、同じく東宝から本作を収録したDVDが発売された。

## 同時上映
『ドリフターズですよ!盗って盗って盗りまくれ』
- 原作：池田一朗 / 脚本：渡邊祐介、東盛作 / 監督：渡邊祐介 / 主演：ザ・ドリフターズ / 東京映画作品

『ドリフターズですよ!』シリーズ第3作。

## サウンド・トラック
ザ・タイガースは、本作のサウンド・トラック盤を、ポリドールから1968年4月20日にリリースしている。
タイトルは本作と同じで、「ザ・タイガース　世界はボクらを待っている」（THE TIGERS / THE WORLD IS WAITING FOR US）だが、これは、ジャズにおけるスタンダードとして名高い「THE WORLD IS WAITING FOR THE SUNRISE （世界は日の出を待っている）」から引用したものと思われる。収録曲は、既にリリースされたシングルEPのAB両面10曲を中心に構成され、新曲は「イエロー・キャッツ」のみ。曲順は本作での登場順に合わせてある。
|    | 曲名                        | 時間  | 作詞     | 補作詞     | 作曲・編曲       |
| -- | --------------------------- | ----- | -------- | ---------- | ---------------- |
| 01 | 君だけに愛を                | 3'23" | 橋本淳   |            | すぎやまこういち |
| 02 | 銀河のロマンス Instrumental | 1'38" |          |            | すぎやまこういち |
| 03 | モナリザの微笑              | 2'50" | 橋本淳   |            | すぎやまこういち |
| 04 | 花の首飾り                  | 3'53" | 菅原房子 | なかにし礼 | すぎやまこういち |
| 05 | 僕のマリー                  | 2'56" | 橋本淳   |            | すぎやまこういち |
| 06 | 落葉の物語                  | 4'04" | 橋本淳   |            | すぎやまこういち |
| 07 | 真っ赤なジャケット          | 3'10" | 橋本淳   |            | すぎやまこういち |
| 08 | イエロー・キャッツ          | 3'06" | 橋本淳   |            | すぎやまこういち |
| 09 | 星のプリンス                | 3'33" | 橋本淳   |            | すぎやまこういち |
| 10 | こっちを向いて              | 3'42" | 橋本淳   |            | すぎやまこういち |
| 11 | シーサイドバウンド          | 3'15" | 橋本淳   |            | すぎやまこういち |
| 12 | 銀河のロマンス              | 3'46" | 橋本淳   |            | すぎやまこういち |

## 他作品への影響
劇中でジュリーが観客に呼びかける場面は、コンピュータゲーム『MOTHER』においてプレイヤーの本名を入力し、エンドロールでそれを表示させる演出のヒントになった。